# António Costa Valente
Natural de Avanca, é docente no Departamento de Comunicação e Arte na Universidade de Aveiro.
Dirigento do Cine-Clube de Avanca, ali produz filmes de ficção, animação e documentários.
Com Carlos Silva e Vitor Lopes co-realizou o primeiro filme de longa-metragem do cinema de animação português.
Desde 1997 que dirige o festival "AVANCA - Encontros Internacionais de Cinema, Televisão, Vídeo e Multimédia".
Autor do livro Cinema sem actores. Novas tecnologias da animação centenária. [S.l.]: Celebris. 2001. ISBN 972-98588-3-7

## Realizações e premiações

### Como realizador
1. 1984 - A Alquimia do Amanhã
2. 1991 - Sócios
3. 1991 - Domingo Fontán, la pasión por la Cartografía
4. 1991 - El Bosque de Piedra
5. 2008 - Até o Tecto do Mundo (com Carlos Silva e Vítor Lopes)
6. 2012 - Estátua (com Carlos Silva)

### Como argumentista
1. 1984 - A Alquimia do Amanhã
2. 2008 - Até o Tecto do Mundo (adaptação)

### Como produtor
1. 1984 - A Alquimia do Amanhã
2. 1990 - O Criado Ostrowsky
3. 1996 - O Regresso do Homem que não Gostava de Casar (produção executiva)
4. 1996 - O Massacre dos Inocentes
5. 1999 - A Libertação do Mundo Ocidental
6. 1999 - A Noite Cheirava Mal
7. 2000 - Portas fechadas
8. 2000 - Histórias Desencantadas
9. 2002 - O Beijo
10. 2002 - Dá-me Luz
11. 2002 - Um tempo reencontrado
12. 2003 - Zé e o Pinguim
13. 2004 - Timor Loro Sae
14. 2006 - Esperânsia
15. 2007 - Mulheres Traídas - Making off
16. 2007 - Grandes esperanças
17. 2007 - Cães Marinheiros
18. 2007 - Área Protegida
19. 2008 - Até o Tecto do Mundo
20. 2008 - O Acidente
21. 2008 - Ganância
22. 2009 - Um Gato Sem Nome
23. 2009 - 1111
24. 2010 - Desta água...
25. 2010 - Conto do Vento
26. 2010 - A Ria, a Água, o Homem...
27. 2010 - O Relógio do Tomás
28. 2011 - Mulher sombra
29. 2011 - O Circo
30. 2011 - Brincarolas
31. 2011 - Vamos Cantar
32. 2012 - Estátua
33. 2012 - Lágrimas de um palhaço
34. 2012 - 50 pesos argentinos
35. 2012 - 15 Bilhões de Fatias de Deus
36. 2012 - A nau catrineta
37. 2013 - Pecado Fatal
38. 2013 - Só
39. 2014 - A minha casinha
40. 2014 - Foi o Fio
41. 2014 - África Abençoada

### Prémios
Pela animação "Até o Tecto do Mundo" no ano de 2009 recebeu dois prémios: Melhor animação no George Lindsey UNA Film Festival e no Honolulu International Festival.